# Aloe schelpei
Aloe schelpei ist eine Pflanzenart der Gattung der Aloen in der Unterfamilie der Affodillgewächse (Asphodeloideae). Das Artepitheton schelpei ehrt den südafrikanischen Botaniker Edmund André Charles Lois Eloi Schelpe (1924–1985), der das Typusexemplar sammelte.

## Beschreibung

### Vegetative Merkmale
Aloe schelpei wächst stammbildend, verzweigt von der Basis sowie darüber und bildet dichte Gruppen. Der niederliegende Stamm erreicht eine Länge von bis zu 50 Zentimeter und ist 5 bis 6 Zentimeter dick. Die 16 bis 20 lanzettlich verschmälerten Laubblätter bilden eine Rosette. Die glauke, bläulich überhauchte Blattspreite ist 45 Zentimeter lang und 10 bis 12 Zentimeter breit. Auf ihr sind gelegentlich nahe der Basis mehrere hellgrüne bis cremefarbene linsenförmige Flecken vorhanden. Die tiefer grüne Blattunterseite weist nahe der Basis in der Regel mehrere Flecken auf. Die festen, rötlich rosafarbenen, heller gespitzten Zähne am auffällig rötlich rosafarbenen Blattrand sind 2 bis 3 Millimeter lang und stehen etwa 15 Millimeter voneinander entfernt. Der Blattsaft trocknet dunkelbraun.

### Blütenstände und Blüten
Der Blütenstand ist einfach oder weist einen Zweig auf und erreicht eine Länge von 50 Zentimeter. Die dichten, zylindrisch-konischen Trauben sind 6 bis 9 Zentimeter lang und 6 bis 7 Zentimeter breit. Die eiförmig-spitzen Brakteen weisen eine Länge von 5 Millimeter auf und sind 3 Millimeter breit. Die orangeroten Blüten sind an ihrer Mündung etwas heller und stehen an 13 bis 15 Millimeter langen Blütenstielen. Sie sind 28 bis 30 Millimeter lang und an ihrer Basis gerundet. Auf Höhe des Fruchtknotens weisen die Blüten einen Durchmesser von 7 Millimeter auf. Darüber sind sie leicht verengt und schließlich zur Mündung leicht erweitert. Ihre äußeren Perigonblätter sind auf einer Länge von 12 Millimetern nicht miteinander verwachsen. Die Staubblätter und der Griffel ragen 2 bis 4 Millimeter aus der Blüte heraus.

### Genetik
Die Chromosomenzahl beträgt {\displaystyle 2n=14}.

## Systematik und Verbreitung
Aloe schelpei ist in Äthiopien im Grasland an steilen Hängen in Höhen von 2130 bis 2350 Metern verbreitet.
Die Erstbeschreibung durch Gilbert Westacott Reynolds wurde 1961 veröffentlicht.

## Nachweise